# Bamse och tjuvstaden
Bamse och tjuvstaden är en svensk animerad långfilm baserad på seriefiguren Bamse. Den hade premiär den 17 januari 2014 på storbildsskärmen på Kolmårdens delfinarium. En uppföljare vid namn Bamse och häxans dotter hade premiär julen 2016.
Rösten som Reinard Räv, filmens antagonist samt Bamses fiende, blev Magnus Härenstams sista långfilmsroll.

## Handling
Bamse, Lille Skutt och Skalman ger sig ut på äventyr som tar dem genom Trollskogen till Tjuvarnas stad för att rädda Farmor från den skurkaktiga räven Reinard.

## Röster
- Tomas Bolme – berättare
- Peter Haber – Bamse
- Morgan Alling – Lille Skutt
- Steve Kratz – Skalman
- Magnus Härenstam – Reinard Räv
- Ia Langhammer – Farmor
- Shebly Niavarani – Vargen
- Tea Stjärne – Nalle-Maja
- Leif Andrée – Knocke och Smocke
- Maria Bolme – Brummelisa
- Tomas Tivemark – kapten Buster
- Karin Gidfors – riviga Rutan Igelkott, fröken Fiffi
- Rolf Lydahl – Kubbe Varg
- Kim Sulocki – Lill-Vargen
- Edith Enberg Salibi – Katta-Lo
- Susanne Kujala – farliga Flisan Sork
- Nicklas Lindh – Ola Grävling, konstapel Kask, troll
- Martin Mighetto – Busifer, konduktören, troll
- Jens Johansson – Slaske Sork, stollen
- Jonas Jansson – husmusen, katten Jansson

## Produktion
Filmen tillkännagavs i oktober 2006 av Bamseförlagets VD Ola Andréasson med en beräknad budget på runt 25 miljoner kronor. Ulf Stark uppgavs då ha anlitats för att skriva manus och att Per Holst Film skulle producera filmen. Enligt ett pressmeddelande från hösten 2007 skulle filmen haft premiär 2009, men premiären kom att skjutas upp, initialt till 2012, då filmen har blivit dyrare än man tidigare trott, samt att man bytt produktionsbolag till Tre vänner.
Under våren 2012 framkom att premiären skjutits upp ytterligare en gång till december 2013. Utöver detta publicerades även en kort beskrivning av handlingen, filmens titel och en kort filmsekvens som ett smakprov på filmens kommande animation. Uppgifter om filmens regissör Christian Ryltenius, de nya manusförfattarna Johan Kindblom och Tomas Tivemark, samt producenten Jon Nohrsted har publicerats av produktionsbolaget Tre Vänner på den officiella hemsidan. Inspelningen påbörjades under våren 2012 och arbetet med filmens animation inleddes under våren 2013 i Taiwan.

## Mottagande
På bio blev filmen en publiksuccé och sågs av 321 664 biobesökare 2014 vilket gjorde filmen till den näst mest sedda svenska filmen i Sverige det året och sågs sammanlagt av 329 122 biobesökare i Sverige.

## Utgivning
Filmen gavs ut på DVD i Sverige 2014 av Nordisk Film.